# غور مالاكيان
غور مالاكيان (12 يونيو 1994 بيريفان في أرمينيا - ) هو لاعب كرة قدم أرمني في مركز الوسط. شارك مع منتخب أرمينيا تحت 21 سنة لكرة القدم. أما مع النوادي، فقد لعب مع ألاشكرت وبيونيك يريفان ونادي شيراك وFC Stal Kamianske ‏.

## روابط خارجية
- غور مالاكيان على موقع الاتحاد الأوربي (الإنجليزية)
- غور مالاكيان على موقع قاعدة بيانات كرة القدم.إي يو (الإنجليزية)
- غور مالاكيان على موقع ناشيونال فوتبول تيمز (الإنجليزية)
- غور مالاكيان على موقع Soccerway.com (الإنجليزية)